# Кандейси Скулър
Кандейси Скулър (на английски: Candace Schuler) е американска писателка на бестселъри в жанра романс. Има романи и под псевдонимите Джанет Дарвин (на английски: Jeanette Darwin) и Кандейси Спенсър (на английски: Candace Spencer).

## Биография и творчество
Кандейси Скулър е родена на 30 март 1951 г. в Санта Круз, Калифорния, САЩ. Прекарва детството си във ферма в Хейуърд (малко градче в залива на Сан Франциско), където доят кравата и хранят пилетата всяка сутрин, преди да отиде на училище. Още от малка харесва да пише, но никога не е искала да става писателка.
Тя е била подтикната от съпруга си Джо да напише роман, по повод на едно нейно писмо до майка ѝ описващо пътуването им до Ню Орлиънс. Тогава осъзнава, че освен ръководства за софтуер, статии и инструкции за експлоатация, може и да опита да пише романи.
Първият си роман „Desire's Child“ написва на ръка върху 12 жълти тетрадки. Публикуван е през септември 1984 г. от издателство „Harlequin“. Следващият и роман е публикуван само месец по-късно под псевдонима Джанет Дарвин. Успехът на двата романа и дава възможност да се посвети изцяло на писателската кариера, което се оказва правилното ѝ решение.
Кандейси е живяла със семейството си на най-различни кътчета на Съединените щати. Дом и е бил таванско помещение в Гринуич Вилидж, Ню Йорк, шхуна, закотвена в пристанището „Ala Wai“ Хавай, в Мериленд, в предградие на Вашингтон, в подножието на планината в Орегон, в сърцето на Далас, Тексас, и в дома на синята трева Луисвил, Кентъки.
Между опаковането и разопаковането на багажа, Кандейси е написала 26 съвременни романа. Има и една готварска книга, основана на 50-те години опит на нейния баща като професионален готвач, която не е издадена.
Езикът на романтиката е наистина универсален и нейните книги са публикувани на повече от 20 езика по целия свят. Има много номинации за награди на романите си.
Кандейси Скулър е собственик и директор на консултантската фирма „Candace Schuler Writes!“, която работи в помощ на различни училища, нестопански организации, хосписи и др., като подпомага написването и комплектоването на техните проекти за кандидатствуване за грантове пред донорските институции. От 1998 г. фирмата и е съдействала за получаването на около 90 милиона долара помощи от спонсорите.
Кандейси Скулър живее със съпруга си Джо във Форт Уейн, Индиана. Съпругът ѝ, вече пенсионер след 40 години в ИТ индустрията, се занимава със състезания по голф. Кандейси обича в свободното си време да чете, да се занимава с градината, да разхожда доберманите, да прави шоколадов чийзкейк и да си купува обувки. Обича да посещава различни учебни занятия и семинари. „Колкото по-нестандартни, толкова по-добре“, казва тя, „тъй като никога не знаете кога някоя интересна част от информацията ще дойде подходяща за нова книга.“ Сред запомнящите и се курсове са – „Как да станеш частен детектив“, курс за каране на лимузини, стрелба с пистолет, китайска кухня, ориенталски танци, магьосничество, и др. Член е на „Novelist, Inc.“

## Произведения

### Произведения публикувани като Кандейси Скулър

#### Самостоятелни романи
- Desire's Child (1984)
- Designing Woman (1986)
- For the Love of Mike (1986)
- Home Fires (1987)
- Love of Mike (1987)
- Soul Mates (1988)
- Almost Paradise (1989)
- Sophisticated Lady (1989)
- Дивата котка, Wildcat (1989)
- Easy Lovin' (1990)
- Father Knows Last! (1994)
- The Personal Touch (1994)
- Out of Control (1997)
- Uninhibited (2001)
- Good Time Girl (2002)
- The Cowboy Way (2005)

#### Серия „Фамилия Холивуд“ (Hollywood Dynasty)
1. Just Another Pretty Face (1993)
2. The Other Woman (1993)
3. The Right Direction (1993)

#### Серия „Сърцето на града“ (Heart of the City)
1. One Night With You (2013)
2. The Night Remembers (2013)
3. All Night Long (2013)

#### Сборници новели
- Take 5 (2001) – с Джейн Ан Кренц и Шерил Удс
- Undone (2005) – с Дона Кауфман и Карли Филипс

#### Участие в други поредици

##### Серия „Опасни за любов“ (Dangerous To Love USA)
23. Опасна игра, A Dangerous Game (1991)
от серията има още 48 романа от различни автори

##### Серия „Борци и мошеници“ (Rebels & Rogues)
- The Mighty Quinn (1992)

от серията има още 21 романа от различни автори

##### Серия „Оръжията на ергените“ (Bachelor Arms)
- Lovers and Strangers (1995)
- Passion and Scandal (1995)
- Seduced and Betrayed (1995)

от серията има още 6 романа от Кейт Хофман и Джоан Рос

##### Серия „Мъже по поръчка“ (Mail Order Men)
3. Luck of the Draw (1996)
от серията има още 13 романа от различни автори

##### Серия „Правосъдие Делта“ (Delta Justice)
5. Every Kid Needs a Hero (1997)
от серията има още 11 романа от различни автори

### Произведения публикувани под псевдонима Джанет Дарвин

#### Романи
- Cherished Account (1984)

### Произведения публикувани под псевдонима Кандейси Спенсър

#### Романи
- Between Friends (1990)